# Корпорация «Бессмертие» (фильм)
«Корпорация „Бессмертие“» (англ. Freejack, дословный перевод — «Свободный человек»; также известен как «Беглец», «Беглец с того света») — американский фантастический фильм 1992 года режиссёра Джефа Мёрфи. Фильм снят по мотивам одноимённого романа Роберта Шекли. 
После выхода в США получил в основном отрицательные отзывы.
Слоган фильма: «Time flies. But to survive the year 2009, he’ll need to move a lot faster».

## Сюжет
Гонщик Алекс Ферлонг (Эмилио Эстевес) разбивается на трассе на глазах у своей невесты Джулии (Рене Руссо). Но он не погибает — с помощью технологий будущего его переносят из 1991 в 2009 год. Оказывается, в будущем разработаны технологии, позволяющие перенести разум человека из старого тела в новое, что фактически даёт возможность обрести «бессмертие», при этом личность «человека-донора» стирается. Перемещают донора в будущее за мгновение до смерти.
Но оказавшемуся в будущем Алексу не успевают стереть личность, так как он сбегает благодаря удачному стечению обстоятельств — устроенному неизвестными внезапному нападению на кортеж, перевозивший передвижную лабораторию, в которую он попал сразу после своей якобы кончины. 
Мир в 2009 году чётко поделён на богатых и бедных, причём последних гораздо больше, из-за чего криминальная обстановка такова, что без оружия передвигаться по улицам крайне опасно. Его невеста за это время сделала карьеру в руководстве крупной и могущественнейшей корпорации, и Ферлонг пытается найти её и обратиться к ней за помощью. 
Но сначала он встречается со своим старым другом Бредом, который объясняет ему, что к чему (так Алекс узнает, что в новом мире очень ценится здоровое тело из предыдущей эпохи, так как в нынешней здорового донора попросту не найти из-за загрязнённой окружающей среды), и предлагает связаться с Джулией. Но вскоре Алекс понимает, что не может доверять своим старым друзьям из 1991 года, которые теперь рады за деньги сдать его. А по пятам за беглецом идёт глава наёмников, которые «крадут» тела из прошлого — Вэсендек (Мик Джаггер).
Большую часть фильма Алекс тратит на побег от Вэсендека, который живёт по кодексу чести и намерен выполнить свой долг до конца, доставив тело Алекса неизвестному клиенту на пересадку, а также на попытки возобновить отношения с бывшей невестой — Джулией, свадьба с которой так и не успела состояться. Как оказывается, Джулия работает на Яна МакКэндлесса (Энтони Хопкинс), главу корпорации.
Сначала Джулия не верит Алексу, но потом понимает что это тот самый Алекс, которого она знала.
В попытке избавить Алекса от преследования она обращается к МакКэндлессу, который обещает всё уладить.
Алекс и Джулия прощаются, ведь она не готова бросить привычную жизнь ради вновь обретённой любви. 
Но в условленном месте, где Алекс должен сесть на катер, их ждёт засада.
Алекс подозревает, что МакКэндлесс и является заказчиком его тела.
Зрителю становится ясно, что тело МакКэндлесса умерло пару дней назад, а разум переведён в цифровой вариант и с помощью компьютерных технологий имеет возможность продолжать общаться с людьми.
Алекс и Джулия должны уклониться от армии Вэсендека и наёмников, работающих на Мишлетта (заместитель МакКэндлесса), которые вступают в бой с солдатами Вэсендека.
В ходе стычки Алекс спасает жизнь Вэсендеку, за что тот даёт ему фору в 5 минут.
Устав от бегства, Ферлонг притворяется, что берёт в заложники Джулию, ведёт переговоры с Мишлеттом и назначает ему встречу, на которой они с Джулией хотят найти доказательства, что всё это дело рук МакКэндлесса. Однако, Мишлетт, как оказалось, видел плёнку той самой аварии и видел горе на лице Джулии. Но Мишлетт отпускает их, заявляя, что ему только на руку смерть МакКэндлесса, ведь тогда он автоматически станет главой корпорации, и что за нападением на кортеж, перевозивший Алекса в начале фильма, стоял он. Уже в лифте они понимают, что Мишлетт их так просто не отпустит. Очутившись в бегах, они оказываются «меж двух огней» — между охранниками МакКэндлесса (которые следуют приказу Мишлетта уничтожить Алекса) и солдатами Вэсендека.
Несмотря на план Джулии оставить здание через «модуль спасения» на сотом этаже, лифт везёт их автоматически к комплексу на 200-м этаже, где хранится разум МакКэндлесса. Извинившись, МакКэндлесс объяснил Алексу свою цель — завладеть телом Алекса, чтобы реализовать любовные чувства к Джулии. Далее МакКэндлесс предложил Алексу занять его место, притворившись, что перемещение разума прошло успешно, сам же он благородно уйдёт в небытие. Но Алекс раскрывает обман. 
В это время появляется Вэсендек с солдатами. Алекс говорит: «Вы не нуждаетесь в новом теле, Вы нуждаетесь в новой душе, и нет компьютера, способного Вам её дать». Но процесс переноса сознания начат. Ферлонг начинает бороться с процессом переноса. В этот момент появляется Мишлетт. В этой суматохе Джулия выхватывает оружие солдата, который держал её, и выстреливает в кристалл, производивший процесс переноса.

Алекс и Джулия в секции для переноса разума в корпорации МакКэндлесса

В ходе неоконченного акта переноса осталось неясно, завершилась ли успехом эта попытка, и кто находится в теле Ферлонга. И только Вэсендек имеет возможность определить, ведь именно он знает секретный код, который МакКэндлесс дал ему.
Алекс произносит первую цифру, и Вэсендек просит, чтобы тот продолжал. Мишлетт в отчаянии пытается убить Алекса, но сам оказывается расстрелян солдатами Вэсендека по приказу обновленного МакКэндлесса. Алекс картинно радуется «новому» телу и, кажется, ему удаётся всех убедить, даже Джулию.
Несколько часов спустя после того, как переход закончен, Алекс говорит, что желает прокатиться сегодня. Джулия и Алекс едут в антикварном авто МакКэндлесса, и Алекс за рулем. Но дорогу перекрывает Вэсендек. Вэсендек уличает Алекса, ведь МакКэндлесс не умел водить, но тут же признаётся, что он и так уже знает правду, так как секретный код Ферлонг назвал неверно. Он отзывает солдат, и Алекс с Джулией уезжают.

## В ролях
| Актер          | Роль            |
| -------------- | --------------- |
| Эмилио Эстевес | Алекс Ферлонг   |
| Мик Джаггер    | Виктор Вэсендэк |
| Рене Руссо     | Джулия Редланд  |
| Энтони Хопкинс | Ян Маккэндлесс  |
| Джонатан Бэнкс | Марк Мишлетт    |
| Дэвид Йохансен | Брэд            |
| Гранд Л. Буш   | Буун            |
| Джон Ши        | Морган          |
| Фрэнки Фэйсон  | Бездомный       |
| Аманда Пламмер | монашка         |

## Прокат
Сборы:
- США — 17 129 026 долларов,
- в мире — 6 736 243 долларов.

## Награды
Фильм получил 3 номинации Saturn Award: за лучший научно-фантастический фильм, костюмы и второстепенную женскую роль.